# الشيخ عمر (بغداد)
الشيخ عمر وهي منطقة صناعية تقع في العاصمة العراقية بغداد جانب الرصافة وتختص في توفر وتصليح معدات السيارات وتعتبر من أهم مناطق الصناعية في بغداد وسميت بهذا الاسم لوجود مرقد الشيخ الصوفي شهاب الدين عمر السهروردي ومنارة المرقد من الطراز السلجوقي المميز.
واهم مسلسلات في شيخ عمر كان كراج حويدر ابو جمرة او كراج الحاج ابو ياسين الذين كان ورشة اصلاح سيارات وكان في داخل كراج حويدر في عالم ست وهيبة 1 شخص يدعى حويدر ابو جمرة مع شخص علاء ومع مهيدي او مهدي ابن زمزم وكان ذالك في المسلسل ارعب مكان بسبب الممنوعات والكحول من قبل حويدر ابو جمرة بالإضافة علاء خصيصاً. 
شيخ عمر هية مكان ترفيهي وليس مكان رعب كما يقال في المسلسل. 